# Elección papal de 1061
La elección papal de 1061 se celebró el 30 de septiembre de 1061 en la iglesia de San Pietro in Vincoli en Roma, tras la muerte del  Papa Nicolás II. De acuerdo con la bula de Nicolás II In Nomine Domini, los cardenales obispos son los electores exclusivos del nuevo papa por primera vez en la historia de la Iglesia católica. 
El obispo Anselmo de Baggio de Lucca, que no era cardenal y una de los fundadores del Pataria, fue elegido Papa Alejandro II y coronado al caer la noche del 1 de octubre de 1061 en San Pietro in Vincoli ya que los opuestos a las elecciones, hicieron de una coronación en la basílica de San Pedro imposible.
Anselmo contaba con el apoyo de su amigo el cardenal Hildebrando, promotor de la promulgación de la bula In Nomine Domini, así como del futuro papa Gregorio VII, de Godofredo II de Baja Lotaringia, y de las tropas normandas de Roberto Guiscardo, presentes en la elección en cumplimiento de la garantía de seguridad que Guiscardo había dado a Nicolás II cuando fue nombrado Duque de Apulia y Calabria.

## Contexto
Anselmo contaba con el apoyo de su amigo el cardenal Hildebrando, impulsor de la promulgación de In Nomine Domini y del futuro papa Gregorio VII, Godofredo III, duque de la Baja Lorena, y de las fuerzas normandas de Roberto Guiscardo, presente en la elección en cumplimiento de una garantía de seguridad que Guiscardo había dado a Nicolás II al ser nombrado duque de Apulia y Calabria. Aunque Anselmo era muy conocido y respetado en la corte alemana, no se buscó el consentimiento del Sacro Emperador Romano Germánico para la elección.
Insatisfechos con el nuevo proceso, un grupo de nobles romanos y obispos lombardos, con la ayuda de Guiberto, canciller real de Italia, suplicaron a Inés de Poitou, emperatriz regente de Enrique IV, emperador del Sacro Imperio Romano Germánico, que nominara al obispo Pietro Cadalo para suceder a Nicolás II. Cadalo fue elegido antipapa Honorio II en un sínodo convocado en Basilea el 28 de octubre de 1061, en el que no hubo cardenales presentes.
El antipapa Honorio II marchó sobre Roma, derrotando a Alejandro II y tomando el control de la Basílica de San Pedro y sus alrededores el 14 de abril de 1062. La intervención de Godofredo III convenció a Honorio II y a Alejandro II de retirarse a Parma y Lucca, respectivamente, a la espera de la mediación entre Godofredo III y la corte imperial. 
Sin embargo, Anno II, arzobispo de Colonia, había orquestado un golpe de estado contra la emperatriz regente. Como regente, Anno convocó el Concilio de Augsburgo (octubre de 1062) y envió a Burchard II, obispo de Halberstadt, como enviado a Roma. Burchard absolvió a Alejandro II de los cargos de simonía y lo reconoció como nuevo pontífice.
Alejandro II excomulgó a Honorio II en 1063, pero tras un contrasínodo, Honorio II logró establecerse en el Castillo de Sant'Angelo y guerrear contra Alejandro II durante un año más antes de huir de nuevo a Parma. El Sínodo de Mantua (Pentecostés, 31 de mayo de 1064) anatematizó a Cadalo y declaró a Alejandro II papa legítimo.

## Cardenales electores
En 1061 había 6 cardenales-obispos:
| Elector                       | Nacionalidad | Título                           | Fecha de Unción         | Ungido por | Notas                       |
| ----------------------------- | ------------ | -------------------------------- | ----------------------- | ---------- | --------------------------- |
| Bonifazio, O.S.B.             | Apulia       | Cardenal-Obispo de Albano        | antes de 1054           | León IX    |                             |
| Pietro                        |              | Cardenal-Obispo de Tusculum      | antes de 1057           | Víctor II  |                             |
| Giovanni                      |              | Cardenal-Obispo de Porto         | 1057                    | Esteban IX |                             |
| Pedro Damián, O.S.B. Cam.     | Ravenna      | Cardenal-Obispo de Ostia         | 30 de noviembre de 1057 | Esteban IX | Futuro Doctor de la Iglesia |
| Bernardo da Benevento, O.S.B. | Benevento    | Cardenal-Obispo de Palestrina    | 1061                    | Nicolás II |                             |
| Mainardo of Pomposa, O.S.B.   | Italia       | Cardenal-Obispo de Silva Candida | Mayo de 1061            | Nicolás II |                             |